# Radicaal 179
Van de in totaal 214 Kangxi-radicalen heeft radicaal 179 de betekenis prei. Het is een van de elf radicalen die bestaat uit negen strepen.
In het Kangxi-woordenboek zijn er 20 karakters die dit radicaal gebruiken.

## Karakters met het radicaal 179

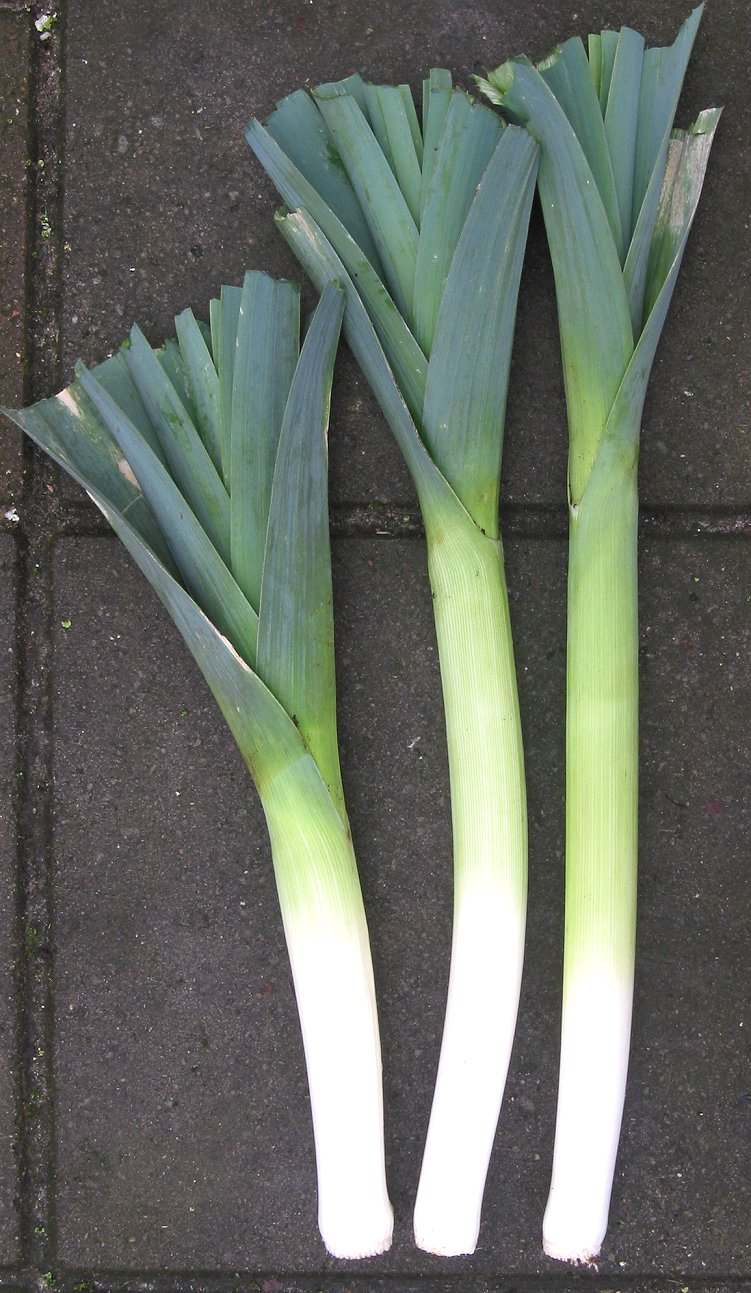
Prei

| Strepen | Karakter |
| ------- | -------- |
| + 0     | 韭       |
| + 6     | 韯       |
| + 7     | 韰       |
| + 8     | 韱       |
| + 10    | 韲       |